# Monumenta Germaniae Historica

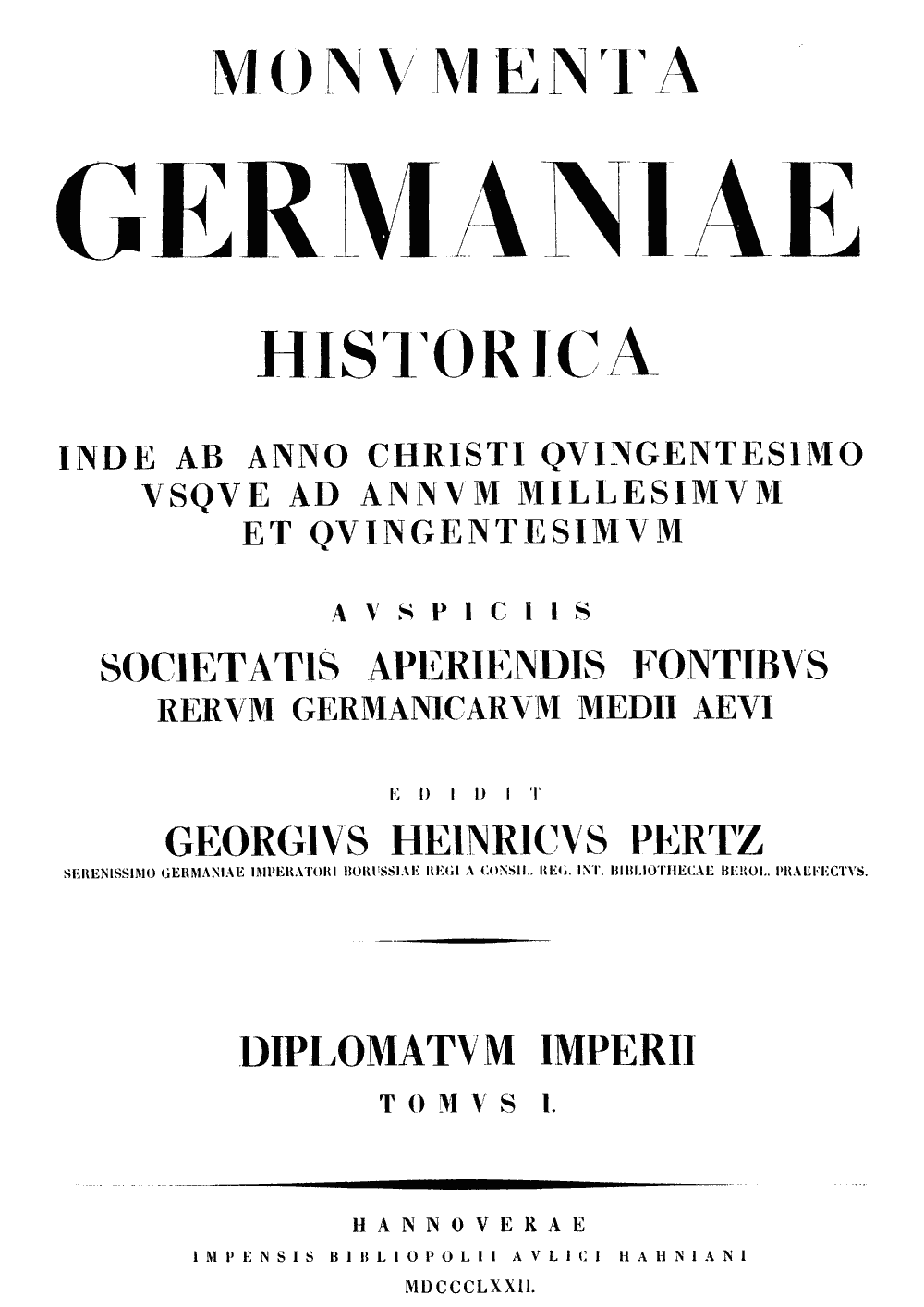
Titelpagina van een uitgave van de Monumenta Germaniae Historica

De Monumenta Germaniae Historica is een in 1819 opgericht Duits onderzoeksinstituut voor de middeleeuwse geschiedenis van Duitsland. Dit instituut dat sinds 1949 te München is gevestigd, geeft onder dezelfde naam in een aantal reeksen tekstkritische edities van middeleeuwse bronnen uit. De benaming betekent letterlijk geschiedkundige gedenkstukken van Duitsland. Vaak gebruikt men voor het instituut en de reeksen de afkorting MGH; in Duitsland spreekt men van die Monumenta (meervoud).

## Geschiedenis
In 1819 richtte de Pruisische hervormer Freiherr Heinrich Friedrich Karl vom und zum Stein te Frankfurt am Main de Gesellschaft für ältere deutsche Geschichte op, een genootschap dat zich zou toeleggen op de uitgave van teksten met betrekking tot de middeleeuwse geschiedenis van het Heilige Roomse Rijk. Vanaf 1826 verschijnen er uitgaven. Georg Heinrich Pertz was van 1826 tot 1874 secretaris van de MGH. Georg Waitz werd zijn opvolger. Het motto van de MGH, Sanctus amor patriae dat animum, op te vatten als "geïnspireerd door de geest van heilige vaderlandsliefde", laat goed zien hoe nationalisme en Romantiek aan de basis stonden van dit instituut dat uitgroeide tot boegbeeld van de Duitse wetenschappelijke geschiedschrijving. Vele Duitse mediëvisten die later professor werden, werkten in hun jonge jaren mee aan de bronnenuitgaven van de MGH. Deze tekstedities zijn beroemd en berucht om de gelaagde annotatie van de tekst, met zowel tekstkritische voetnoten als toelichting op de tekst zelf. Ook het imposante folioformaat van de 19e-eeuwse uitgaven maakt nog steeds indruk. De MGH droegen dan ook bij de professionalisering van de Duitse historici, die zo tot voorbeeld werden van historici en historische instituten in de meeste Europese landen. De uitgavenreeksen van deze instituten, zoals de Parijse École Nationale des Chartes, het Institute for Historical Research te Londen en het huidige Instituut voor Nederlandse Geschiedenis in Den Haag (met sinds 1903 de Rijks Geschiedkundige Publicatiën) zijn in die zin navolgers van de MGH.
De MGH worden gefinancierd door de verschillende Bundesländer. De Freistaat Bayern - de officiële benaming van Beieren - heeft de MGH erkend als een Institut nach öffentlichem Recht.

## Publicaties
De MGH brengt onder andere de volgende reeksen uit:
- Antiquitates - bronnen uit de late Oudheid en de tijd van de Merovingen (tot de zesde eeuw)
- Diplomata - oorkonden van Duitse vorsten
- Epistolae - briefcollecties
- Leges - bronnen op het gebied van de rechtsgeschiedenis
- Scriptores - middeleeuwse auteurs, inclusief heiligenlevens en kronieken
- Necrologia - edities van handschriften met optekeningen over overleden monniken van enkele belangrijke abdijen
- Quellen zur Geistesgeschichte des Mittelalters

Voor schoolgebruik verschenen de Scriptores rerum Germanicarum in usum scholarum separatim editi. Ook zijn er teksten met vertaling uitgebracht in de Freiherr-vom-Stein-Gedächtnis-Ausgabe. Daarnaast verschijnen er monografieën, met name in de reeks MGH Schriften. In de reeks MGH Studien und Texte verschijnen zowel bronnenuitgaven als studies. De reeks MGH Hilfsmittel omvat verschillende repertoria, bibliografieën (met name voor de middeleeuwse epigrafie) en bijvoorbeeld ook een cd-rom met informatie over verschillende middeleeuwse collecties van teksten over het canoniek recht. Verder verzorgt men de uitgave van het tijdschrift Deutsches Archiv zur Erforschung des Mittelalters, dat behalve artikelen ook recensies bevat. Vanaf 2004 worden de oude edities steeds meer online toegankelijk gemaakt. Op de website van de MGH kan men ook de digitale versie van enige oude drukken bekijken. De Monumenta Germaniae Historica zijn gevestigd in het gebouw van de Bayerische Staatsbibliothek te München met een eigen omvangrijke bibliotheek voor de middeleeuwse geschiedenis van geheel Europa.
De MGH wordt beschouwd als één de startpunten van de moderne tekstkritische geschiedbeoefening. De ekdotische standaarden gezet door deze groep geleerden worden tot vandaag als de standaard van de kritische tekstuitgaven beschouwd. Daarom genieten deze publicaties de voorkeur boven de teksten die zijn gepubliceerd volgens de oudere en minder tekstkritische uitgaven in de Patrologia Latina.